# Gérard Sandoz
Pour les articles homonymes, voir Sandoz (homonymie).
Gérard Sandoz né en Pologne le 11 août 1914, sous le nom de Gustave Stern, et mort le 11 février 1988, est un journaliste français.

## Biographie
Il est élevé dans une famille de juifs ashkénazes immigrée à Berlin juste après sa naissance. Dès 1933, il entre en clandestinité et, sous le nom de « Edu », il lutte contre le régime dans rangs trotskystes.
Arrêté et condamné pour haute trahison à deux ans de prison et de camp, il obtient en 1937 un visa de sortie pour la Palestine grâce à ses origines juives polonaises. Mais il préfère rejoindre la France via le Danemark et s’engager comme volontaire dans la Légion étrangère. Fait prisonnier, il s’évade et rentre à la Libération à Paris. Après y avoir tenu une librairie, il entre à l’AFP en  1950 avec en charge la couverture de l’actualité allemande. Parallèlement, il travaille pour France Observateur et collabore au Spiegel et à de nombreux journaux syndicaux ouest-allemands.
Ami de Willy Brandt, ses contacts avec les dirigeants du SPD, notamment avec Esselbarth[Qui ?] (président de la banque des syndicats allemands, la Bank für Gemeinwirtschaft) permettent à France Observateur d’obtenir en 1961 un prêtà des conditions très avantageuses. Mais le prêt s’avère insuffisant et le journal doit faire peau neuve sous l’impulsion de nouveaux venus. Membre  de la nouvelle équipe, il a alors la charge de couvrir l’actualité allemande et les relations franco-allemandes, voire plus largement les relations Est-Ouest.
Mais la politique intérieure reste son principal centre d’intérêt et il s’intéresse beaucoup à la gauche allemande au point d’en tirer un livre : La gauche allemande (Julliard, 1970). Il tire plusieurs fois son portrait de son ami Willy Brandt, et il l’interviewe en juillet 1976. Couvrant surtout l’Allemagne de Paris, notamment après avoir cessé de le faire pour l’AFP (1979), il fait preuve « d’une immense culture européenne  ». En 1980, il la fait partager dans deux livres, l’un sur la résistance allemande, et l’autre sur la société allemande. Il meurt le 11 février 1988 à l’âge de 73 ans.